# Sex with Hitler
Sex with Hitler é um jogo de shooter isométrico e visual novel de 2022 desenvolvido pela Romantic Room. Nele, o jogador controla Adolf Hitler, ditador da Alemanha Nazista, que deve ter relações sexuais com cinco garotas de etnias diferentes. O jogo recebeu críticas negativas por ser mal feito e pouco erótico, além de gerar uma polêmica sobre a precisão histórica do número de testículos de Hitler.

## História
O jogo começa no fim da Segunda Guerra Mundial, onde Hitler, descrito como tendo "perdido tudo", está planejando fugir de Berlim antes que a cidade seja capturada pelo Exército Vermelho. Mas, antes disso, ele decide ter relações sexuais com diversas garotas.

## Jogabilidade
O jogo intercala entre um shooter isométrico e cenas onde Hitler conversa ou tem relações sexuais hardcore com cinco garotas de nacionalidades diferentes, desenhadas em estilo de anime.

## Recepção
Sex with Hitler recebeu diversas críticas negativas. Mira Fox, do The Forward, o descreveu como "absurdo e amador" com uma "arte flagrantemente ruim", além deressaltar os erros de digitação, que estão presentes até mesmo nas imagens promocionais do jogo. Ari Notis, do Kotaku, o descreveu como tendo cenas "particularmente desagradáveis". Samantha Cole, da Vice, chamou os segmentos de tiro do jogo de "incrivelmente baratos", os diálogos de "fora de ordem e chatos" e as cenas pornográficas de "insastifatórias". Todas as três críticas concordaram que o jogo usou Hitler para chamar atenção, e não para glorificá-lo.
Dentro da Steam, jogadores postaram críticas irônicas, como "muito recomendável para crianças" ou "um jogo cristão para toda a família".

### Precisão histórica
Sex with Hitler retratou o ditador como tendo dois testículos, o que gerou controvérsia entre os jogadores por ser historicamente impreciso. Acredita-se que Hitler tinha apenas um testículo. Jogos como Sniper Elite 3 trazem este detalhe histórico.
O jogo também retrata Hitler como sendo musculoso, algo que não condiz com a realidade, já que ele sofria com síndrome do cólon irritável, doença cardiovascular e parkinson. Também, o símbolo da suástica foi substituido por um pênis ereto.

## Sequências
O jogo transformou-se em uma franquia com diversas sequências. Elas são Sex with Hitler 2 (2022) e Sex with Hitler 2069 (2023).